# Геронимус, Яков Лазаревич
Яков Лазаревич Геронимус (18 февраля 1898, Ростов-на-Дону — 17 июля 1984, Харьков) — советский математик и учёный в области теоретической и прикладной механики. Доктор физико-математических наук (1939).

## Биография
Родился в Ростове-на-Дону в семье Лейзера Хаимовича Геронимуса; семья жила на улице Пушкинской, дом № 183. В 1915 году поступил на физико-математический факультет Харьковского университета и окончил его в 1920 году, после годичного перерыва, во время которого служил добровольцем в санитарном отряде Красной Армии. По окончании университета, до 1930 года, преподавал в Харьковском технологическом институте, с 1929 года — профессор. В 1930 году с созданием Харьковского авиационного института возглавил в нём кафедру теоретической механики. В 1934—1944 годах последовательно руководил кафедрами той же специализации в Харьковском электротехническом институте, Московском авиационном институте и Куйбышевском авиационном институте, затем вернулся в Харьковский авиационный институт и вновь возглавлял кафедру до 1972 года. Одновременно с 1948 года руководил Харьковским филиалом семинара по теории механизмов и машин Института машиноведения АН СССР. С 1980 года находился на пенсии.

## Труды
Яков Лазаревич Геронимус — автор семи монографий, в том числе «Теория ортогональных многочленов» (1950), «Многочлены, ортогональные на окружности и на отрезке» (1958), «Динамический синтез механизмов по методу Чебышёва» (1958), «Геометрический аппарат теории синтеза плоских механизмов» (1962), обобщающего труда «Теоретическая механика. Очерки об основных положениях» (1973). Пространный (520 страниц увеличенного формата) популяризаторский труд Геронимуса «Очерки о работах корифеев русской механики» (1952) подробно рассматривает вклад в науку П. Л. Чебышёва, Н. Е. Жуковского, И. А. Вышнеградского, О. И. Сомова, С. В. Ковалевской и других учёных.

## Награды
- Заслуженный деятель науки и техники УССР (1978).

## Эпонимические понятия
- Geronimus polynomials (1930)